# 메르세데스-벤츠 SLC
메르세데스-벤츠 SLC(Mercedes-benz SLC)는 다임러 AG가 생산해 메르세데스-벤츠 브랜드로 판매하던 소형 로드스터이며, SLK의 페이스 리프트 차종이며, 새로운 직명법으로 SLC라는 이름으로 변경되었다. 2016년 6월에 선보였다. 대한민국에서는 3.0L 바이터보 가솔린 엔진을 얻은 43 AMG가 들어온다. 저조한 판매량으로 인해 2019년에 파이널 에디션이 나왔으며, 2020년에 EQC의 생산을 늘리기 위해 생산이 중단되었다.